# اسکار باگوی
اسکار باگوی (انگلیسی: Óscar Bagüí؛ زاده ۱۰ دسامبر ۱۹۸۲) یک بازیکن فوتبال اهل اکوادور است.
وی همچنین در تیم ملی فوتبال اکوادور بازی کرده‌است.